# Tipula salicetorum
Tipula salicetorum är en tvåvingeart som beskrevs av Siebke 1870. Tipula salicetorum ingår i släktet Tipula och familjen storharkrankar. Arten är reproducerande i Sverige. Inga underarter finns listade i Catalogue of Life.